# Noch einmal mit Gefühl (1959)
Noch einmal mit Gefühl ist eine 1959 entstandene, britische Filmkomödie von Stanley Donen mit Yul Brynner in der Rolle eines „sich selbst vergötternden, hoffnungslos exzentrischen Stardirigenten“ und Kay Kendall als seine von dessen Kapriolen zunehmend genervte Gattin. Für die englische Künstlerin war dies ihre letzte Filmrolle, sie starb bereits fünf Monate vor der Uraufführung an Leukämie. Harry Kurnitz verfasste das Drehbuch nach seinem eigenen, gleichnamigen Bühnenstück, das am 21. Oktober 1958 seine Premiere am Broadway erlebt hatte.

## Handlung
Stardirigent Victor Fabian ist ein egomanisches Temperamentsbündel, der leicht aus der Haut fährt, wenn sich nicht alles nach ihm richtet und man ihm seine Wünsche nicht von den Lippen abliest. Fabian ist der Chef des London Festival Orchestra und besitzt dort einen Ruf, der zwischen Genialität und Selbstherrlichkeit hin- und herpendelt. Seine Frau Dolly ist ebenfalls Künstlerin und spielt im Orchester die Harfe. Sie hat alle Hände voll zu tun, in dieser Ehe nicht untergebuttert zu werden und liefert sich daheim regelmäßig so manchen verbalen Schlagabtausch mit ihrem überspannten, egozentrischen Gatten. Ihre Aufgabe darüber hinaus ist es, die wütend vorgetragenen Forderungen Victors diplomatisch verpackt an das bisweilen genervte Orchester und deren Unterstützer weiterzugeben. Dollys Langmut ist sprichwörtlich, doch eines Tages, als sie Victor mit einer jungen Musikerin herumschäkern sieht, hat sie genug von den Launen und Kapriolen ihres Gatten und kündigt an, ihn zu verlassen. In einem Zornesanfall, der jedoch lediglich unterstreichen soll, dass er keinen Widerspruch dulde und man auch weiterhin ausschließlich nach seiner Pfeife zu tanzen habe, zerstört der Maestro Dollys geliebte Harfe.
Bald muss Fabian erkennen, wie wichtig ihm die Gegenwart seiner Frau, die doch so viel auszuhalten und zu ertragen hatte, ist. Er wird unkonzentriert, und seine Fähigkeiten als Dirigent lassen spürbar nach. Auch die Qualität des Orchesters, das Dolly so sehr als Mediatorin benötigte, wird deutlich schwächer. Fabians Agent und Manager Max Archer, der selbst unter den unkontrollierten Ausbrüchen Fabians so manches Mal zu leiden hatte, versucht daraufhin, seinem Klienten einen neuen Vertrag zu verschaffen. Einzig Mr. Wilbur junior ist noch bereit, die Diva Fabian zu engagieren. Doch diese neue Verpflichtung hat einen Haken: Es werde nur dann ein Vertrag zustande kommen, wenn sich Victor Fabian verpflichtet, in sein Musikrepertoire das Lieblingsstück von Wilburs Mutter, John Philip Sousas Marsch Stars and Stripes Forever, aufzunehmen. Victor kocht vor Wut. Seine Stimmung wird noch schlechter, als Dolly, von deren Rückkehr er fest überzeugt war, ihm mitteilt, sich von ihm scheiden lassen zu wollen. Einen neuen Ehemann hat Dolly bereits in Aussicht: Es ist der Arzt Dr. Richard Hilliard. Victor tönt, dass bei einer Scheidung die zu Scheidenden zuvor verheiratet gewesen sein müssen. Nun ist publik: Victor und Dolly lebten als Mann und Frau, ohne je die Ringe getauscht zu haben.
Victor ist nicht bereit, seine Dolly gehen zu lassen und einer eigentlich doch nicht benötigten Scheidung zuzustimmen, wenn „seine Frau“ nicht willens ist, es noch einmal drei Wochen an seiner Seite auszuhalten. „Noch einmal mit Gefühl“, lautet jetzt die Devise. Doch Victor wäre nicht Victor, wenn er nicht wieder zu tricksen versuchen würde. In diesen drei Wochen versucht Fabian, Dolly mürbe zu machen, und schließlich erwischt der Ehemann in spe, Dr. Hilliard, seine Zukünftige auch noch in einem mit Rüschen besetzten, aufreizenden Nachthemd, sodass er annehmen muss, dass Dolly wieder etwas mit Victor Fabian angefangen hat. Es kommt zum Eklat, und Dolly, genervt von primadonnenhaften Männern an ihrer Seite, verkündet, dass sie die Nase von Männern vorerst einmal voll habe und fortan allein leben wolle. Victor hat nun beides verloren, seine Frau und das Orchester. Er fügt sich schließlich dem Unvermeidlichen und akzeptiert die neuen Vertragsbedingungen. Dolly sitzt im Publikum, als er mit dem Ausdruck größten Widerwillens sein Orchester Stars and Stripes Forever schmettern lässt.

## Produktionsnotizen
Noch einmal mit Gefühl entstand im Frühling/Sommer 1959 und wurde am 11. Februar 1960 in New York City uraufgeführt. Die deutsche Premiere fand am 18. März 1960 statt. Am 21. September 1967 wurde der Film erstmals im deutschen Fernsehen (in der ARD) ausgestrahlt.
Alexandre Trauner zeichnete für die Filmbauten verantwortlich, Muir Mathieson übernahm das musikalische Arrangement der klassischen Musikstücke und wirkte bei diesem Film auch als Dirigent. Hubert de Givenchy entwarf Kay Kendalls Kleider, Maurice Binder zeichnete für die Titelsequenz verantwortlich.

## Synchronisation
| Rolle                | Darsteller        | Synchronsprecher |
| -------------------- | ----------------- | ---------------- |
| Victor Fabian        | Yul Brynner       | Klaus Miedel     |
| Dolly Fabian         | Kay Kendall       | Agi Prandhoff    |
| Maxwell Archer       | Gregory Ratoff    | Klaus W. Krause  |
| Dr. Richard Hilliard | Geoffrey Toone    | Heinz Engelmann  |
| Mr. Wilbur           | Mervyn Johns      | Hugo Schrader    |
| Angela Hopper        | Shirley Ann Field | Dorle Hinze      |
| Luigi Bardini        | Martin Benson     | Horst Niendorf   |
| Chester              | Harry Lockart     | Manfred Grote    |

## Kritiken
Der Film wurde von der Kritik teils freundlich, teils desinteressiert bzw. negativ aufgenommen. Nachfolgend einige Beispiele:
Bosley Crowther von der New York Times schrieb am 11. Februar 1960: “Abgesehen davon, dass Harry Kurnitz die Hauptrollen geschrieben hat, so dass die Charaktere in einem nahezu permanenten Zustand von Groll und Schärfe sind, wird der Ehemann von Mr. Brynner zu einem derart pompösen und humorlosen Egoisten gemacht, dass er geradezu irritierend ist. (…) Was die arme Miss Kendall betrifft …, so arbeitet sie hart daran, um unangenehm rüber zu kommen, praktisch ohne Erfolg. Sie kreischt und plustert ihr Gefieder auf, wirft mit Gegenständen und zertrümmert Fernsehgeräte, erscheint aber nur, als sei sie im Fieberwahn. Mr. Kurnitz hat ihr jeden Witz verweigert. Angesichts des Mangels an dem offensichtlich Wesentlichen, ist sie nur zerbrechlich und traurig. (…) Der einzige Teilnehmer, der ein wenig Sonnenschein verbreitet, ist Gregory Ratoff als schwer gebeutelter Manager.”
Das große Personenlexikon des Films fand hingegen, dass Brynner „ein hinreißendes Porträt eines überspannten, egomanischen Star-Dirigenten“ gelang und sah in der Inszenierung eine „von amüsanten verbalen Schlagabtauschen durchzogene(r) Gesellschaftskomödie“. In Stanley Donens Biografie heißt es in demselben Werk: „Mit dem turbulenten Boulevardstück ‚Noch einmal mit Gefühl‘ ließ Donen Yul Brynner beweisen, dass dieser nicht nur in Macho-Rollen perfekt auftreten konnte, sondern auch viel Witz und Humor besaß.“

„Trotz der funkelnden Kay Kendall … als unzufriedene Gattin von Musikdirigent Brynner verpufft diese Ehe-Sex-Komödie.“

„Dünne Komödie eines West End-Stücks, irgendetwas zwischen Brüllwettkampf und einer Modenschau.“